# Freilichtbühne an der Zitadelle

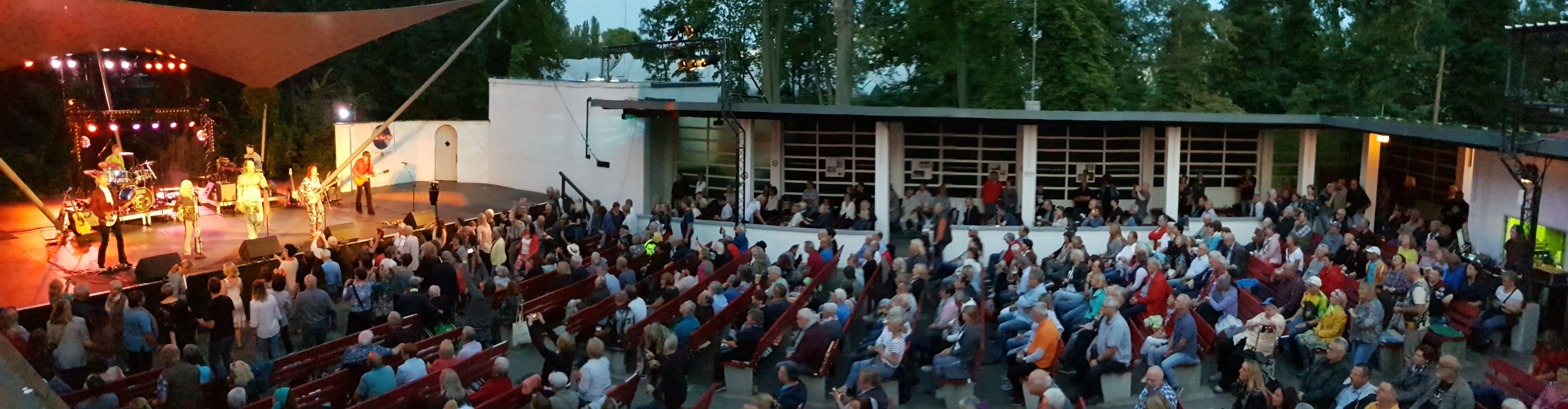
Berlin Beat Club_2019 © Kulturhaus Spandau

Die Freilichtbühne an der Zitadelle in Berlin-Haselhorst liegt in einem Landschaftsschutzgebiet an der Zitadelle Spandau, einem militärhistorisch bedeutsamen und gut erhaltenen Renaissancebauwerk. Sie wurde 1921 von Otto de Nolte, dem Gründer der Spandauer Volksbühne mit privaten Mitteln als Naturtheater unter dem Namen „Freilichtbühne am Juliusturm“ errichtet. Am 26. Juni 1921 fand hier die erste Vorstellung mit Grillparzers Sappho statt. Die Spandauer Zeitung berichtete am Folgetag:
»Mit einfachsten Mitteln hat Direktor Otto de Nolte es verstanden, in der reizvollen Waldeinsamkeit des idyllischen Zitadellenglacis ein geradezu ideales Naturtheater zu schaffen, das die Zuschauer alle Schönheiten des Grillparzerschen Werkes doppelt genießen ließ.«
Von da an wurde der Spielbetrieb in jeder Saison aufrechterhalten und 1926 vom Bezirksamt Spandau übernommen. Der Berliner Oberbürgermeister Böß stattete die Bühne mit städtischen Mitteln zu einer dauerhaften Einrichtung aus. de Nolte war auch an der Planung der Teilüberdachung beteiligt.
Der Spielbetrieb dauerte bis in den Sommer 1942 an, während es ab 1943 durch die verschärften Bombardements der Stadt unmöglich wurde, unter freiem Himmel Theater aufzuführen.
Auch nach seinem insgesamt 30-jährigen Engagement für die Spandauer Theaterlandschaft im Jahr 1947 blieb Otto de Nolte der Freilichtbühne treu und wohnte bis zu seinem Tod 1968 auf dem Gelände.
1986 wurde die Freilichtbühne durch das Altstadttheater Spandau wieder mit einem regelmäßigen Programm bespielt, nachdem sie seit Ende des Krieges nur sporadisch genutzt wurde. Unter der Leitung von Achim Grubel und Gabriel Reinking, später Matthias Diem, wurden anspruchsvollere Werke wie etwa Schillers Wilhelm Tell, Shakespeares Romeo und Julia sowie dem Sommernachtsraum oder Mozarts Zauberflöte bespielt. Aktuell veranstalten das Bezirksamt Spandau, vertreten durch das Kulturhaus Spandau, das Programmgeschehen in der Freilichtbühne.
Die Freilichtbühne bietet etwa 600 Zuschauern auf Bänke mit Rückenlehnen Platz, 200 Sitzplätze davon sind überdacht.

## Kulturangebot
Von Mai bis September veranstaltet das Kulturhaus Spandau sein Sommerprogramm in der idyllischen Waldatmosphäre der Freilichtbühne an der Zitadelle. In den Abendveranstaltungen wird ein breit gefächertes Angebot aus Konzerten, Theater, Musicals und Shows präsentiert. Sonntagvormittags laden zudem lokale Orchester, Ensembles und Chöre zur Reihe "Umsonst & Draußen" ein. Für Familien, Schul- und Kitagruppen gibt es Kinderkonzerte und Kindertheater in Kooperation mit dem Berliner KinderTheater e.V. sowie dem KinderMusikTheater e.V.